# موریکونه ۱۵۲۱۸۸
سیارک ۱۵۲۱۸۸ (به انگلیسی: 152188 Morricone، نامگذاری:2005QP51) صد و پنجاه و دو هزار و صد و هشتاد و هشتمین سیارک کشف شده‌است که در ۲۷ اوت ۲۰۰۵ کشف شد.